# کیم یونگ‌یک
کیم یونگ‌یک (Kim Yong-ik) (زاده ۱۵ مه ۱۹۲۰ - درگذشته ۱۱ آوریل ۱۹۹۵)، همچنین با نام یونگ ایک کیم شناخته می‌شود، نویسنده کره‌ای-آمریکایی اصالتاً اهل تونگ‌یونگ، کره بود. آثار او عمدتاً به زبان انگلیسی بود اما به زبان‌های دیگر مانند آلمانی و کره‌ای نیز ترجمه شد.
او رمان، مقاله و مجموعه داستان کوتاه نوشته بود. داستان‌های او در ماهنامه آتلانتیک، هادسون ریویو، هارپرز بازار و نیویورکر منتشر شده‌است. دو داستان او در بهترین داستان‌های کوتاه آمریکایی مارتا فولی گنجانده شد داستان کوتاه او "Crown Dick" به یک فیلم PBS تبدیل شد،

## آثار
- اقدامی برای نوشتن کتاب (مقاله)
- گوسفند، جیمی و من (داستان جدید از نیوانگلند: مجموعه ای متمایز از داستان‌های کوتاه توسط نویسندگان شناخته شده ملی)
- رقص توخالی کدو (ناتمام)
- دزد ماه (بازی)
- کیم یونگ ایک: نویسنده داستان کوتاه (مقاله)
- دوباره به خانه
- Kleiner Sohn der stillen Insel (نویسنده مشترک: Inge M. Artl) (1966)
- آهنگ رقص کدو
- اولین انتخابات (Prism International، جلد ۲۴ توسط دانشگاه بریتیش کلمبیا. بخش نویسندگی خلاق)
- آبی در دانه
- ساعت طلایی (داستان‌ها، شماره ۵ - صفحه ۱۹)
- قایق قاچاقچیان
- بعد از ۱۷ سال
- از زیر پل
- از اینجا می‌توانید ماه را ببینید
- تولد مادر
- نصیحت راهبه
- دختر دریا
- پول دانه
- سمت آفتابی پس از برداشت
- طعم نمک
- کفش عروسی
- آنها آن را باز نمی‌کنند
- عشق در زمستان (شامل عشق در زمستان)
- قمرهای کره
- کراون دیک / اندی کراون (ویژه تلویزیون PBS)[۵]
- Ggotshin (فیلم ساخته شده برای تلویزیون پخش شده از KCBS) (عنوان انگلیسی: "The Wedding Shoes")[۶]
- کدو غواصی
- روزهای شاد (به آلمانی "Die glücklichen Tage: Südkorean" ترجمه شده‌است)
- روزهای خوشبختی (۱۹۶۲)
- کفش از دره یانگ سان
- شراب روستا (مجله کره (۱۹۸۳)، ص. ۳)
- ریشه آب (فصلنامه آسیایی اقیانوس آرام، سئول، ۱۹۷۲؛ بررسی میانه آمریکا، جلد ۱۴)
- روز بهار، ثروت بزرگ (بررسی Sewanee، پاییز ۱۹۷۸، فصلنامه کره، تابستان ۱۹۸۲)
- رئیس ترجمه (داستان‌های کوتاه بین‌المللی، نوامبر ۱۹۸۳، بررسی هادسون، تابستان ۱۹۸۰)
- پس از هفده سال (داستان‌های کوتاه بین‌المللی، پاییز ۱۹۸۰)
- آهنگ عشق آمریکایی (نقد میانه آمریکایی، مارس ۱۹۸۱)
- تا خاموش شدن شمع (داستان کوتاه بین‌المللی، نوامبر ۱۹۸۱)
- دزدان ماه (نمایشنامه ای در سه پرده که توسط دفتر تحقیقات درام پیشرفته، مینه سوتا برای انتشار در سال ۱۹۷۶ پذیرفته شد؛ نمایشنامه خوانی در تئاتر پان آسیایی، نیویورک، اکتبر ۱۹۸۲)
- سمت آفتابی پس از برداشت (داستان کوتاه بین‌المللی، فوریه ۱۹۸۲)
- یک سبد خوشبختی (Seeding Series Short Story International, دسامبر ۱۹۸۲)
- فلوت بامبو (مجموعه بین‌المللی داستان کوتاه نهال، مارس ۱۹۸۳)
- The Snake Man (سه فصلنامه، پاییز ۱۹۸۳)
- ماه دهکده (کمدی تک پرده) (ژورنال کره دسامبر ۱۹۸۳)
- آهنگ‌های قدیمی کره ای (۱۹۵۹) (ترجمه نویسنده - چاپ شده در ققنوس، جلد ۵ تا ۱۸ - صفحه ۴۱)